# تشاناهون (إلينوي)
تشاناهون (بالإنجليزية: Channahon)‏ هي منطقة سكنية تقع في الولايات المتحدة في إلينوي. يقدر عدد سكانها بـ 12,560 نسمة .

## الموقع الجغرافي
الموقع الجغرافي للمناطق المحيطة بهذه النقطة هو كالتالي:

## أعلام
- أدلبرت ألثوز